# Friedrich Lennig

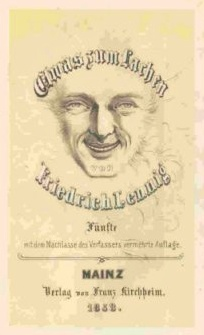
Titelblatt zu Lennigs Buch Etwas zum Lachen 1838 erschienen mit einer Porträtskizze des Dichters

Johann Friedrich Lennig, auch: Fritz Lennig (* 3. November 1796 in Mainz; † 6. April 1838 ebenda), war ein deutscher Dialektdichter der Mainzer und rheinhessischen Mundart.

## Familie
Friedrich Lennig ist der Sohn des Mainzer Handelsmannes Nikolaus Lennig und dessen Ehefrau Elisabeth, geb. Menzler. Lennig besuchte in Mainz das Rabanus-Maurus-Gymnasium und den philosophischen Kursus des Bischöflichen Seminars. Danach erlernte er in einer Leinwandhandlung in St. Gallen den väterlichen Kaufmannsberuf. Da der junge Mann im Dasein eines Kaufmanns nicht seinen Lebenszweck erkannte, kehrte er 1818 wieder nach Mainz zurück. Im Elternhaus Lennig gehörte der Mainzer Bischof Joseph Ludwig Colmar zu den regelmäßigen Gästen. Zu bekannten Familienmitgliedern des Handelsmannes Nikolaus Lennig zählen  Edmund Georg Nicolaus Hardy, Ruth Moufang, Nicola Moufang, Eugen Moufang, Franz Moufang, Wilhelm Moufang, David Moufang.

## Leben und Wirken
Friedrich Lennig war hochgebildet. Er verfügte über ein profundes historisches und theologisches Wissen, beherrschte die klassischen Sprachen sowie Französisch, Italienisch und Englisch. Lennig übersetzte Das Lied des letzten Minnesaengers von Sir Walter Scott aus dem Englischen ins Deutsche.
Friedrich Lennig verfasste seine Gedichte sowohl in deutscher Hochsprache als auch in rheinhessischer Mundart. Diesen Dialekt studierte er eingehend, indem er einerseits viele Ausflüge in die ländlichen Gegenden des Mainzer Hinterlandes unternahm, andererseits boten sich ihm auch viele  Gelegenheiten in Mainz selbst, die Bauersleute bei ihren Geschäften in der Stadt zu beobachten, da er im Hause seiner Eltern direkt am Markt  wohnte. Eine Besonderheit seiner Begabung war, dass er nicht nur die Sprache der Landbevölkerung, sondern auch deren Charakter vorzüglich imitieren konnte.
Sein Werk umfasst neben den Gedichten auch eine Mainzer Lokalposse. Friedrich Lennigs Gedichte schildern die einfachen Menschen, denen er satirisch den Spiegel vorhält. Er beschreibt dabei meist den Typus des Pfälzer Bauern. Sein dichterisches Werk veröffentlichte er erstmals 1824 unter dem Titel Etwas zum Lachen. Es erschien zunächst anonym in der Müllerschen Buchhandlung in Mainz. Spätere Auflagen mit seinem Namen tragen den Zusatz humoristische Gedichte in pfälzer Mundart.
Im Januar 1838 war Lennig einer der Mitbegründer des Mainzer Carneval-Vereins. Friedrich Lennig verstarb am 6. April 1838 im Alter von 41 Jahren an dem damals in Mainz grassierenden Typhusfieber.
Der Bruder des Dichters, Adam Franz Lennig (1803–1866), war Domdekan zu Mainz.

## Ehrungen
- Friedrich Lennigs Elternhaus in Mainz, Am Markt 9, sein Geburtshaus, trägt zum Andenken an den Mundartdichter den Namen „Lennighaus“.

- Auch trägt ein Straßenzug in der Mainzer Neustadt seinen Namen, die Lennigstraße.

- Fritz-Lenning-Anlage in Frankfurt-Praunheim

## Werke
- Etwas zum Lachen. Illustriert von Edm(und) Harburger. 10. Aufl. Mainz: Kirchheim 1920, 11. erw. Aufl. Mainz: Kirchheim, 1938. Digitalisat

Gedichte in Pfälzer Mundart
- Glossen eines Bauern über Gutenbergs Monument
- Der Perückenmacher und der Bauer
- Jerjels Geburt
- Die Standeswahl
- Jerjels Studien
- Jerjel als Hanswurst
- Jerjels Rückkehr und Anstellung
- Der Bauer nach der Kur von Wiesbaden
- Die Kinderzucht
- Der Bauer und der Geldmäkler
- Der Gang auf den Markt
- Die Rückkehr von dem Markt
- Das Mühlrad

Gedichte in deutscher Standardsprache
- Der Theatersouffleur
- Der Zopfträger und der Tituskopf
- Der Zopfträger, der Tituskopf und der Glatzkopf
- Der Schnupfer
- Der Doktor und seine Frau
- Bacchus
- Die Fastnacht
- Erwiderung der Rheinhessen auf eine von den Rheingauern ergangene Herausforderung
- Die Predigt
- Die dreifache Wahl
- Der entlarvte Franziskaner
- Der Hochheimer Markt
- Zur Feier des Stiftungsfestes der rheinisch-naturforschenden Gesellschaft zu Mainz

Posse
- Die Weinproben (1836, Digitalisat)